# José Luis Llorente
José Luis Llorente Gento (Valladolid, 6 de janeiro de 1959) é um ex-basquetebolista espanhol que integrou a seleção espanhola que conquistou a medalha de prata disputada nos XXIII Jogos Olímpicos de Verão realizados em Los Angeles em 1984.